# Бруклайн (Массачусетс)
Бруклайн (англ. Brookline) — місто (англ. town) в США, в окрузі Норфолк штату Массачусетс. Населення — 63 191 особа (2020). Бруклайн уперше був заселений у 1638 році як хутір у Бостоні, був виділений в окреме місто в 1705 році. Тут народився колишній президент Джон Ф. Кеннеді.

## Географія

### Клімат
| Клімат : Бруклайн       | Клімат : Бруклайн | Клімат : Бруклайн | Клімат : Бруклайн | Клімат : Бруклайн | Клімат : Бруклайн | Клімат : Бруклайн | Клімат : Бруклайн | Клімат : Бруклайн | Клімат : Бруклайн | Клімат : Бруклайн | Клімат : Бруклайн | Клімат : Бруклайн | Клімат : Бруклайн |
| Показник                | Січ.              | Лют.              | Бер.              | Квіт.             | Трав.             | Черв.             | Лип.              | Серп.             | Вер.              | Жовт.             | Лист.             | Груд.             | Рік               |
| Абсолютний максимум, °C | 22,2              | 21,1              | 31,7              | 34,4              | 36,1              | 37,8              | 40,0              | 38,9              | 38,9              | 32,2              | 28,3              | 24,4              | 40,0              |
| Середній максимум, °C   | 2,2               | 3,9               | 7,2               | 13,3              | 18,9              | 24,4              | 27,8              | 26,7              | 22,2              | 16,1              | 11,1              | 5,0               | 14,9              |
| Середній мінімум, °C    | −5,6              | −3,9              | −0,6              | 5,0               | 10,0              | 15,6              | 18,3              | 18,3              | 13,9              | 8,3               | 3,3               | −2,2              | 6,7               |
| Абсолютний мінімум, °C  | −34,4             | −27,8             | −22,2             | −11,7             | −0,6              | 5,0               | 10,0              | 7,8               | 1,1               | −3,9              | −18,9             | −27,2             | −34,4             |
| Норма опадів, мм        | 85                | 86                | 110               | 95                | 89                | 93                | 87                | 85                | 87                | 100               | 101               | 96                | 1115              |
| ----------------------- | ----------------- | ----------------- | ----------------- | ----------------- | ----------------- | ----------------- | ----------------- | ----------------- | ----------------- | ----------------- | ----------------- | ----------------- | ----------------- |
| Джерело: Weather.com    |                   |                   |                   |                   |                   |                   |                   |                   |                   |                   |                   |                   |                   |

## Демографія
Згідно з переписом 2010 року, у місті мешкали 58 732 особи в 25 092 домогосподарствах у складі 12 572 родин. Було 26448 помешкань
Расовий склад населення:
| - 76,7 % — білих - 15,6 % — азіатів - 3,4 % — чорних або афроамериканців - 0,1 % — корінних американців - 1,2 % — осіб інших рас |

До двох чи більше рас належало 3,0 %. Частка іспаномовних становила 5,0 % від усіх жителів.
За віковим діапазоном населення розподілялося таким чином: 17,7 % — особи молодші 18 років, 69,5 % — особи у віці 18—64 років, 12,8 % — особи у віці 65 років та старші. Медіана віку мешканця становила 34,0 року. На 100 осіб жіночої статі у місті припадало 82,0 чоловіків; на 100 жінок у віці від 18 років та старших — 77,8 чоловіків також старших 18 років.
Середній дохід на одне домашнє господарство становив 154 955 доларів США (медіана — 111 289), а середній дохід на одну сім'ю — 203 328 доларів (медіана — 145 894). Медіана доходів становила 87 872 долари для чоловіків та 69 117 доларів для жінок. За межею бідності перебувало 11,4 % осіб, у тому числі 7,6 % дітей у віці до 18 років та 6,6 % осіб у віці 65 років та старших.
Цивільне працевлаштоване населення становило 33 038 осіб. Основні галузі зайнятості: освіта, охорона здоров'я та соціальна допомога — 41,6 %, науковці, спеціалісти, менеджери — 21,0 %, фінанси, страхування та нерухомість — 9,8 %, роздрібна торгівля — 5,6 %.

## Відомі люди
- Роберт Блейк (1918 — 2004) — американський теоретик менеджменту.

- Джон Фіцджеральд Кеннеді (1917-1963)

35-Президент Сполучених Штатах Америки